# Маршвілл (Північна Кароліна)
Маршвілл (англ. Marshville) — місто (англ. town) в США, в окрузі Юніон штату Північна Кароліна. Населення — 2522 особи (2020).

## Географія
Маршвілл розташований за координатами 34°59′7″ пн. ш. 80°22′16″ зх. д. / 34.98528° пн. ш. 80.37111° зх. д. (34.985260, -80.371057).  За даними Бюро перепису населення США в 2010 році місто мало площу 5,74 км², з яких 5,73 км² — суходіл та 0,01 км² — водойми. В 2017 році площа становила 5,37 км², з яких 5,36 км² — суходіл та 0,01 км² — водойми.

## Демографія
Згідно з переписом 2010 року, у місті мешкали 2402 особи в 809 домогосподарствах у складі 581 родини. Густота населення становила 419 осіб/км².  Було 926 помешкань (161/км²).
Расовий склад населення:
| - 48,0 % — білих - 45,3 % — чорних або афроамериканців - 0,6 % — корінних американців - 0,2 % — азіатів - 4,0 % — осіб інших рас |

До двох чи більше рас належало 1,9 %. Частка іспаномовних становила 11,6 % від усіх жителів.
За віковим діапазоном населення розподілялося таким чином: 28,8 % — особи молодші 18 років, 58,3 % — особи у віці 18—64 років, 12,9 % — особи у віці 65 років та старші. Медіана віку мешканця становила 35,2 року. На 100 осіб жіночої статі у місті припадало 85,1 чоловіків;  на 100 жінок у віці від 18 років та старших — 83,2 чоловіків також старших 18 років.
Середній дохід на одне домашнє господарство  становив 43 849 доларів США (медіана — 33 974), а середній дохід на одну сім'ю — 50 528 доларів (медіана — 45 919). Медіана доходів становила 26 832 долари для чоловіків та 28 073 долари для жінок. За межею бідності перебувало 28,9 % осіб, у тому числі 39,3 % дітей у віці до 18 років та 25,8 % осіб у віці 65 років та старших.
Цивільне працевлаштоване населення становило 1070 осіб. Основні галузі зайнятості: виробництво — 30,0 %, освіта, охорона здоров'я та соціальна допомога — 12,4 %, роздрібна торгівля — 11,5 %.